# Luis Salim
Luis Salim (Frías, 10 de mayo de 1918-ibídem, 17 de abril de 2002) fue un empresario y político argentino del Partido Justicialista, que se desempeñó como senador nacional por la provincia de Santiago del Estero.

## Biografía
Nació en Frías (Santiago del Estero) en 1918, hijo de Elías Salim y de Sara Sarkis, quien fuera sobrina del presidente del Líbano Elias Sarkis. La 
Guía Assalam del Comercio Sirio-libanés de 1927-1928 lista una tienda y almacén propiedad de su padre. Incursionó en el ámbito privado como empresario en el sector transportista y presidió el Club Sirio Libanés de Frías.
Adhirió al peronismo desde 1945, integrando el Partido Laborista y luego el Partido Peronista, siendo congresal nacional. Entre 1946 y 1949 integró la Cámara de Diputados de la Provincia de Santiago del Estero y en 1949 fue elegido intendente de su natal Frías, en donde fue concejal entre 1958 y 1962. También se desempeñó como ministro de Gobierno de Santiago del Estero.
En las elecciones legislativas de 1973, fue elegido diputado nacional por la provincia de Santiago del Estero, con mandato hasta 1977. El mismo fue interrumpido por el golpe de Estado del 24 de marzo de 1976. En ese período integró las comisiones de Industria, de Transportes y de investigación de contratos realizados por ENTel.
En las elecciones al Senado de 1983, fue elegido senador nacional por Santiago del Estero, con mandato hasta 1989. Fue presidente de la comisión bicameral administradora de la Biblioteca del Congreso de la Nación; secretario de las comisiones del Senado de Obras Públicas y de Relaciones Internacionales Parlamentarias; y vocal en las comisiones de Economía y de Transportes. Fue también secretario de la Unión Interparlamentaria, participando de reuniones en el exterior. Junto con el salteño Horacio F. Bravo Herrera, fueron los únicos senadores justicialistas que votaron a favor de la Ley de Punto Final.
Con el retorno a la democracia, volvió a ser congresal nacional del Partido Justicialista (PJ) y en 1985 fue designado interventor del PJ de la provincia de Buenos Aires por el Consejo Nacional Justicialista, en donde se desempeñó como secretario político.
En 1988 fue declarado ciudadano ilustre de Frías. Falleció en su ciudad natal en abril de 2002 a los 83 años. Fue homenajeado unas semanas más tarde en el Senado de la Nación. Una de las avenidas de Frías lleva su nombre.